# セスキフルバレン
セスキフルバレン(Sesquifulvalene)またはペンタヘプタフルバレン(Pentaheptafulvalene)は、化学式C12H10のフルバレン系炭化水素である。結合するシクロペンタジエン環とシクロヘプタトリエンから構成される。

## 性質
一重項の基底状態では、中央の二重結合は分極しており、七員環の炭素原子上に部分正電荷、五員環の炭素原子上に部分負電荷を持つ。このシフトにより、各々の環は、ヒュッケル則による芳香族性を保持し、4n + 2π電子に近くなっている。しかし、最低の四重項状態では、ベアード則に従い、七員環の炭素原子上に部分負電荷、五員環の炭素原子上に部分正電荷を持つ。